# Kenneth Arthur Noel Anderson
Kenneth Arthur Noel Anderson (Madras, 25 dicembre 1891 – Gibilterra, 29 aprile 1959) è stato un generale britannico, noto in particolar modo per il suo importante incarico di comando della 1ª Armata britannica nella lunga e combattuta campagna di Tunisia durante la seconda guerra mondiale.

## Biografia

### I primi anni e la Prima guerra mondiale
Anderson nacque in India, figlio di un ingegnere ferroviario di origini scozzesi, e venne educato alla Charterhouse School per poi passare alla Royal Military Academy Sandhurst prima di essere assegnato ai Seaforth Highlanders nel settembre 1911 come sottotenente. Il suo servizio militare durante la prima guerra mondiale si svolse in Francia dove ebbe modo di distinguersi. Durante questa sanguinosa campagna, ottenne la Military Cross per il coraggio dimostrato nel corso del primo giorno (1º luglio 1916) della Battaglia della Somme:
Egli impiegò diciotto mesi a riprendersi completamente dalle ferite subite, raggiungendo poi il proprio reggimento in Palestina in tempo per celebrare la vittoria finale. Egli venne nominato maggiore temporaneamente nel maggio 1918 e poi venne riammesso al grado di capitano nel luglio del 1919.
Nel 1918 Anderson sposò Kathleen Gamble, unica figlia di Sir Reginald Arthur Gamble e di sua moglie Jennie. Il fratello di sua moglie era il capitano Ralph Dominic Gamble, dei Coldstream Guards.

### La carriera tra le due guerre
Anche dopo la fine del primo conflitto mondiale, Anderson rimase in servizio attivo come aiutante degli Scottish Horse nel 1920-24 venendo promosso maggiore. Egli frequentò quindi il Command and Staff College a Quetta. Il suo superiore, il Maggiore-Generale Sir Percy Hobart, scriveva di lui "ha poca capacità di apprendimento e di sviluppo delle idee, ma tutto sommato si può dire sufficiente."
Anderson si diplomò allo Staff College, Camberley nel 1928 ed entrò nella 50th (Northumbrian) Division. Nel 1930 Anderson venne promosso tenente colonnello ed all'età di 38 anni ottenne l'incarico di comando del secondo battaglione degli Seaforths nella provincia nord-occidentale del Pakistan, ove venne menzionato in diversi dispacci e promosso al grado di colonnello ottenendo il comando della 152nd (Seaforth and Cameron) Infantry Brigade dall'agosto del 1934.
Nel marzo del 1936 divenne membro dello stato maggiore stanziato in India e nel gennaio del 1938 divenne generale di brigata al comando della 11th Infantry Brigade, unità piuttosto sfornita di mezzi ed equipaggiamenti moderni.

### La seconda guerra mondiale
Come comandante dell'11th Brigade, Anderson prestò servizio nel corpo di spedizione britannico che prese parte alla Seconda guerra mondiale. Quando Montgomery venne promosso al comando del II corpo d'armata durante la Battaglia di Dunkerque, il comandante uscente, generale Alan Brooke consigliò a Montgomery proprio il generale Anderson per il comando della 3rd Infantry Division.
Ritornato nel Regno Unito, Anderson venne promosso Maggiore generale e nominato compagno dell'Ordine del Bagno. Egli ottenne il comando della 1st Division che venne impiegata per la difesa delle coste del Lincolnshire per poi essere promosso tenente generale nel 1941 ed prendere il comando del VIII Corpo d'armata, poi del II Corpo d'armata e divenire infine comandante in capo dell'"Eastern Command" nel 1942.
Malgrado la sua inesperienza nel comandare grandi formazioni in battaglia, Anderson ottenne il comando della 1ª Armata britannica costituita nel novembre del 1942 per dirigere tutte le forze alleate sbarcate nel Nord-Africa francese (Operazione Torch). In realtà le prime due scelte per questo comando erano i generali Harold Alexander e Edmond Schreiber ma entrambi non furono disponibili: Alexander era stato nominato in agosto Comandante in Capo del "Comando del Medio Oriente" in sostituzione di Auchinleck, mentre Schreiber aveva problemi di salute. Le forze di Anderson inizialmente avanzarono dall'Algeria verso la Tunisia con l'intento di catturare rapidamente a Tunisi prima che le forze dell'Asse avessero la possibilità di rafforzarsi nella testa di ponte affrettatamente costituita. L'operazione però non ebbe successo e le forze inglesi e statunitensi, giunte a soli 20 chilometri da Tunisi, vennero battute e respinte (battaglia di Tebourba).
Malgrado l'insuccesso, nel gennaio del 1943 il generale Eisenhower, Comandante in Capo alleato nel Mediterraneo, persuase i francesi a porre il loro 19º Corpo d'armata sotto il comando della 1ª Armata di Anderson, dandogli così la piena responsabilità di tutte le truppe impiegate sul fronte occidentale tunisino.
Il 2º Corpo d'armata statunitense in febbraio subì una dura sconfitta nel corso della Battaglia del passo di Kasserine, dove il feldmaresciallo tedesco Erwin Rommel lanciò una potente offensiva contro le forze degli Alleati. Dopo questa sconfitta il comando generale degli Alleati discusse sul ruolo di comando di Anderson con note tutt'altro che positive. Anderson venne inoltre pesantemente criticato per non aver accettato la richiesta del generale statunitense Fredendall di ritirarsi in una linea difensiva migliore dopo l'iniziale attacco in modo da raggruppare le sue forze.
In particolare, i generali americani Ernest N. Harmon e George Smith Patton erano i più accaniti critici delle capacità di Anderson di controllare grandi schieramenti di truppe in battaglia, soprattutto dopo che il maggiore generale Harmon ebbe ordine da Anderson di abbandonare l'insediamento di Thala al nemico per recarsi immediatamente al villaggio di Le Kef a 50 chilometri di distanza per difendere l'area da un improvviso attacco tedesco.
Un nuovo comando generale unificato delle forze alleate in Tunisia venne organizzato alla fine di febbraio del 1943 (il 18º Gruppo d'armate) ed a capo vi venne posto il generale Harold Alexander il quale era intenzionato decisamente a rimpiazzare Anderson con il generale Oliver Leese, comandante di un corpo d'armata nella 8ª Armata britannica, ma Montgomery si oppose risolutamente. Anderson, rimasto al suo posto di comando, mostrò maggiore capacità durante le ultime fasi dell'operazioni in Tunisia nel maggio 1943 quando le forze alleate riuscirono infine ad ottenere la resa incondizionata delle residue forze dell'Asse in Africa. Dall'agosto del 1943, malgrado tutto, venne promosso Commendatore dell'Ordine del Bagno. Eisenhower, suo ufficiale superiore, scrisse di lui: "è un pensatore, studia e scrive ma in pratica non conclude niente".
Anderson fu il primo a ricevere la Legion of Merit per il suo servizio nel Nord Africa, ricevendo l'onorificenza il 18 giugno 1943.
Al suo ritorno in Gran Bretagna da Tunisi egli ricevette inizialmente il comando della 2ª Armata britannica durante la preparazione dello Sbarco in Normandia ma questa decisione incontrò le forti critiche di Alexander e Montgomery, e quindi nel gennaio 1944 il generale venne rimpiazzato da Miles Dempsey. Anderson riottenne il comando dell'inattivo "Eastern Command", e considerò questo incarico come una punizione.

### Dopo la seconda guerra mondiale
Dopo la guerra Anderson divenne Governatore di Gibilterra, dove si dedicò alla costruzione di nuove case per ristabilire le condizioni penose della popolazione ed alcuni cambi costituzionali stabiliti nel Consiglio Legislativo. Egli venne promosso generale d'armata nel luglio del 1949 e si ritirò dal servizio attivo nel giugno 1952 dopo essere divenuto cavaliere del Venerabile Ordine di San Giovanni. Visse per gran parte degli ultimi anni della sua vita nel sud della Francia, periodo segnato da profonde tragedie come la morte del figlio in Malaysia e della figlia, dopo una lunga malattia. Anderson morì di polmonite a Gibilterra nel 1959.